# Pseudobradya quoddiensis
Pseudobradya quoddiensis is een eenoogkreeftjessoort uit de familie van de Ectinosomatidae. De wetenschappelijke naam van de soort is voor het eerst geldig gepubliceerd in 1931 door Willey.